# Top Gun: Maverick
A Top Gun: Maverick 2022-ben bemutatott amerikai akciófilm, amelyet Joseph Kosinski rendezett Ehren Kruger, Eric Warren Singer és Christopher McQuarrie forgatókönyvéből, valamint Peter Craig és Justin Marks történetéből. A film a Top Gun (1986) folytatása. Tom Cruise játssza a tesztpilóta, Pete "Maverick" Mitchell kapitány szerepét, Miles Teller, Jennifer Connelly, Jon Hamm, Glen Powell, Lewis Pullman, Ed Harris és Val Kilmer oldalán. A film 36 évvel elődje után játszódik, és Maverick visszatérését követi nyomon az Egyesült Államok haditengerészetének csapásmérő vadászpilóta-oktató programjához (más néven "TOPGUN"), ahol szembe kell néznie a múltjával, miközben egy csapat fiatalabb vadászpilótát képez ki, köztük Maverick elhunyt legjobb barátjának, Goose-nak a fiát.
A Top Gun folytatásának fejlesztését 2010-ben jelentette be a Paramount Pictures. Cruise-t és Kilmert megkeresték, hogy térjenek vissza az eredeti szerepükben, ahogy Jerry Bruckheimer producer és Tony Scott rendező is. 2012 közepén Craig és Marks befejezte a forgatókönyv vázlatát, Scott öngyilkosságot követett el, a film előkészületi munkálatai pedig leálltak. 2017 júniusában Kosinski bekerült a projektbe, aki megírta a forgatókönyv új vázlatát. A forgatás 2018 májusától 2019 áprilisáig tartott Kaliforniában, Washingtonban és Marylandben. A filmet IMAX-minősítésű 6K-képernyős kamerákkal forgatták. Az eredetileg 2019. július 12-re tervezett megjelenést a számos összetett akciójelenet forgatása miatt elhalasztották, majd a Covid19-világjárvány és az időbeosztási konfliktusok miatt a film további késedelmet szenvedett.
A Top Gun: Maverick premierje 2022. április 28-án volt a CinemaConon, míg a Paramount Pictures 2022. május 27-én mutatta be az Egyesült Államokban IMAX, 4DX, ScreenX és Dolby Cinema kiadásokban. Magyarországon egy nappal előbb, 2022. május 26-án a UIP-Dunafilm forgalmazásában mutatták be a mozikban. A film a mozibemutató után 45 nappal a Paramount+ streamingszolgáltató felületén is elérhetővé vált. A filmet egyöntetűen dicsérték a kritikusok, akik méltatták a rendezést, az akciójeleneteket, a látványt, az érzelmi töltetet és a színészi alakításokat egyaránt; sokan úgy vélték, hogy jobb lett, mint az első rész. A film világszerte 1,4 milliárd dolláros bevételt termelt, ezzel 2022 legtöbb bevételt hozó filmjévé, illetve Cruise karrierjének legsikeresebb filmjévé is vált.

## Cselekmény
|  | Alább a cselekmény részletei következnek! |

Több mint 30 évvel azután, hogy elvégezte a "Top Gun" elit pilótaképző iskolát, Pete "Maverick" Mitchell, az Egyesült Államok haditengerészetének századosa tesztpilótaként dolgozik. Annak ellenére, hogy számos kitüntetést szerzett, fegyelemsértései miatt azóta sem kapott magasabb rangot. Korábbi vadászpilóta riválisa, Tom "Iceman" Kazansky az Egyesült Államok Csendes óceáni flottájának főparancsnoka. A két férfi az első film eseményei után szoros barátságot kötött, és Iceman többször mentette már meg Maverick katonai karrierjét, latba vetve befolyását.
Chester "Hammer" Cain ellentengernagy azt tervezi, hogy megszünteti Maverick hiperszonikus "Darkstar" scramjet programját, és drónok fejlesztését finanszírozza helyette. A program megmentése érdekében Maverick egyoldalúan módosítja az aznapi teszt célsebességét 9 Mach-ról 10 Mach-ra. A prototípus azonban megsemmisül, nem bírja ki a 10 Mach okozta terhelést. Iceman ismét megmenti Maverick karrierjét azzal, hogy kijelöli őt a NAS North Island-i Top Gun iskolába repülési instruktornak.
A Top Gun iskolát a Pentagon azzal a feladattal bízza meg, hogy még a teljes üzembehelyezés előtt megsemmisítsen egy nem engedélyezett urándúsító üzemet, amely egy földalatti bunkerben található, egy kanyon végében. A feladatot közel teljesíthetetlenné teszi, hogy a létesítményt felszín-levegő rakéták (SAM), GPS zavaró berendezések és ötödik generációs SZU–57-es vadászgépek, valamint régebbi F–14 Tomcat-ek védik. Maverick kidolgoz egy tervet, amelyben két pár F/A-18E/F Super Hornetet alkalmaznak, amelyek lézervezérelt bombákkal vannak felfegyverkezve. De a légierő főparancsnoka Beau "Cyclone" Simpson admirális ahelyett, hogy Mavericket tenné meg a támadó egység vezetőjének, mindössze azt a feladatot szánja neki, hogy képezze ki az Air Boss által összeállított Top Gun diplomások elit csoportját a feladatra.
Maverick a gyakorló repüléseken megküzd szkeptikus tanítványaival, és minden fiatal pilótán felülkerekedik, elnyerve tiszteletüket. Jake "Hangman" Seresin hadnagy és Bradley "Rooster" Bradshaw – Maverick halott legjobb barátjának, RIO Nick „Goose” Bradshaw-nak fia – összecsapnak: Rooster nem szereti Hangman arrogáns stílusát, míg Hangman Rooster óvatos repülését kritizálja. Maverick újra találkozik egykori barátnőjével, Penny Benjaminnal, akinek elárulja, hogy megígérte Rooster haldokló anyjának, hogy Rooster nem lesz pilóta. Rooster, aki nem tud az ígéretről, dühösen neheztel Maverickre, amiért megakadályozta, hogy felvegyék a haditengerészeti akadémiára, ami hátráltatja katonai karrierjét, és őt okolja apja haláláért is. Maverick nem hajlandó tovább beavatkozni Rooster karrierjébe, de az alternatíva az, hogy elküldi a rendkívül veszélyes küldetésre. Kétségeit elmondja Icemannek, akinek végső stádiumú torokrákja van. Iceman azt tanácsolja, hogy "Ideje elengedni", és megnyugtatja, hogy a haditengerészetnek és Roosternek is szüksége van Maverickre.
Iceman halála után Cyclone eltávolítja Mavericket az oktatói posztról, miután a kiképzés során egy F/A-18F vadászgép lezuhan. Cyclone lazítja a küldetés paramétereit, így könnyebb a lézeres rakéták célba juttatása, de sokkal nehezebb a menekülés. Cyclone bejelentése alatt Maverick ellop egy repülőgépet, és engedély nélkül átrepül a pályán az általa preferált paraméterekkel, bizonyítva, hogy a küldetés teljesíthető. Ezt látva Cyclone vonakodva bár, de kinevezi Mavericket a csapat vezetőjének.
Maverick repül az élen egy F/A-18E-ben, a másik vadászgépet Natasha "Phoenix" Trace hadnagy és Robert "Bob" Floyd WSO hadnagy vezeti. Rooster vezeti a második párt, amelybe Reuben "Payback" Fitch hadnagy és Mickey "Fanboy" Garcia WSO hadnagy tartozik. A csapatok megsemmisítik az üzemet, de a SAM-ek tüzet nyitnak menekülésük során, ahogy az várható volt. Rooster kifogy az elterelő rakétákból, Maverick pedig feláldozza gépét, hogy megvédje. Mivel azt hiszik, hogy Maverick meghalt, a többieket visszaparancsolják az anyahajóra, de Rooster visszatér, és megállapítja, hogy Maverick katapultált, és egy Mi-24-es támadóhelikopter vette célba éppen. Miután megsemmisítette a harci helikoptert, Roostert lelövi egy SAM, és katapultál. A két férfi ellop egy F-14-est a sérült légibázisról. Maverick és Rooster megsemmisít két elfogó Szu-57-est, de a harmadik támadását már nem tudják kivédeni, mert kifogynak a rakétákból. Hangman időben érkezik, és lelövi az ellenséges repülőt. Ezután a gépek épségben visszatérnek a repülőgép-hordozóra.
Később Rooster segít Mavericknek dolgozni a P-51 Mustangján. Rooster megnézi a küldetésük sikeréről készült fényképet, amelyet néhai apja és a fiatal Maverick fotója mellé tűznek.
|  | Itt a vége a cselekmény részletezésének! |

## Szereplők
| Szereplő                              | Színész           | Magyar hang      |
| ------------------------------------- | ----------------- | ---------------- |
| Pete "Maverick" Mitchell százados     | Tom Cruise        | Rékasi Károly    |
| Bradley "Rooster" Bradshaw hadnagy    | Miles Teller      | Szatory Dávid    |
| Penny Benjamin                        | Jennifer Connelly | Létay Dóra       |
| Beau "Cyclone" Simpson tengernagy     | Jon Hamm          | Fekete Ernő      |
| Jake "Hangman" Seresin hadnagy        | Glen Powell       | Novkov Máté      |
| Robert "Bob" Floyd hadnagy            | Lewis Pullman     | Seder Gábor      |
| Chester "Hammer" Cain ellentengernagy | Ed Harris         | Epres Attila     |
| Tom "Iceman" Kazansky tengernagy      | Val Kilmer        | Kamarás Iván     |
| Natasha "Főnix" Trace hadnagy         | Monica Barbaro    | Gubik Petra      |
| Solomon "Warlock" Bates tengernagy    | Charles Parnell   | Bognár Tamás     |
| Mickey "Fanboy" Garcia hadnagy        | Danny Ramirez     | Dér Zsolt        |
| Billy "Fritz" Avalone hadnagy         | Manny Jacinto     | Szécsi Bence     |
| Bernie "Hondo" Coleman törzsszázlós   | Bashir Salahuddin | Törköly Levente  |
| Reuben "Payback" Floyd hadnagy        | Jay Ellis         | Gacsal Ádám      |
| Brigham "Harvard" Lennox hadnagy      | Jake Picking      | Böröndi Bence    |
| Logan "Yale" Lee hadnagy              | Raymond Lee       | Rohonyi Barnabás |
| Amelia Benjamin                       | Lyliana Wray      | Pekár Adrienn    |
| Sarah Kazansky                        | Jean Louisa Kelly | Dóka Andrea      |
| Javy "Coyote" Machado hadnagy         | Greg Tarzan Davis | Pál Tamás        |
| Jimmy                                 | James Handy       | Kajtár Róbert    |
| Ferg                                  | Brian Ferguson    | Szabó Andor      |

Magyar változat

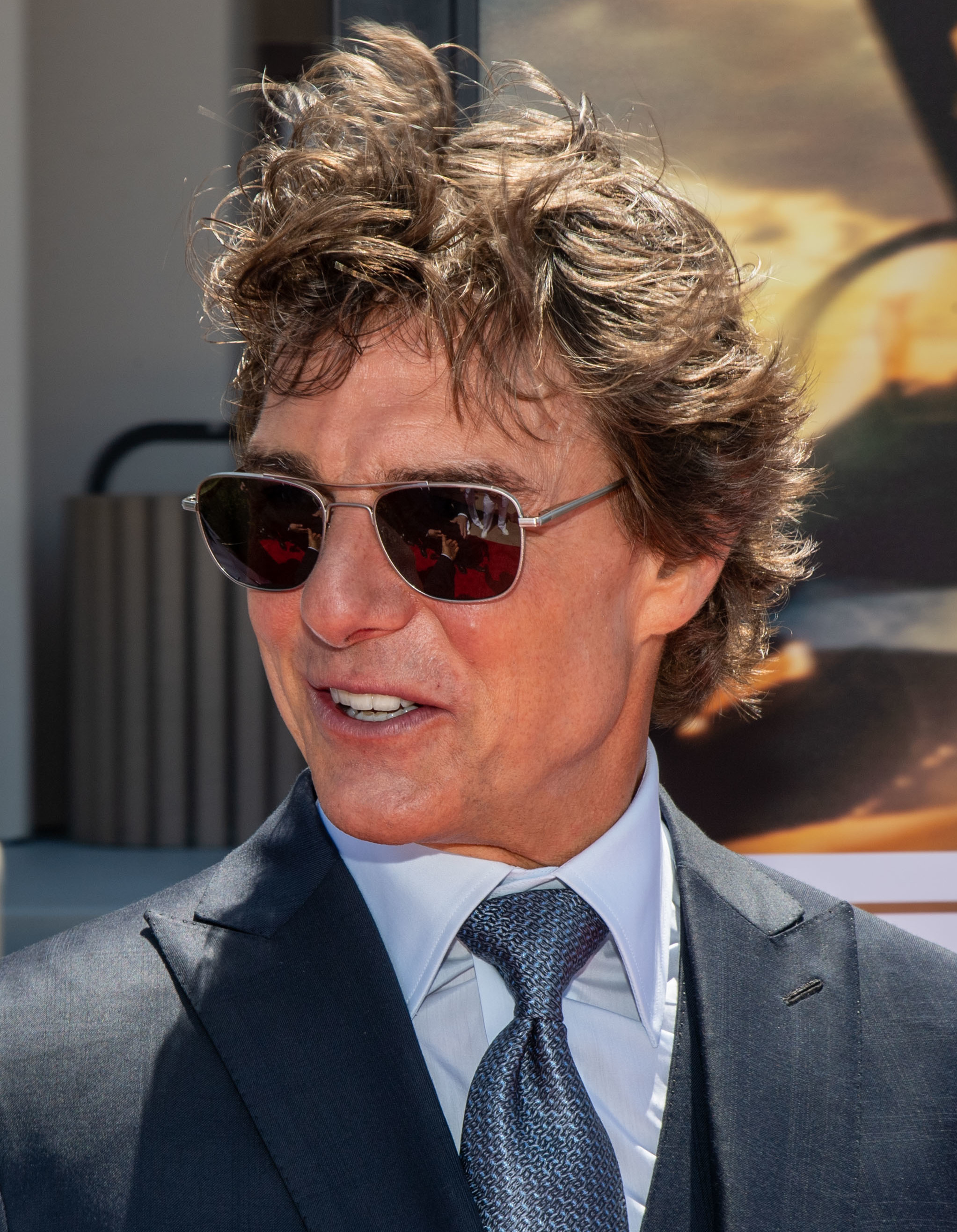
Cruise 2022 májusában, a film premierjén

A szinkront a Mafilm Audio Kft. készítette.
- Felolvasó: Bozai József
- Magyar szöveg: Speier Dávid
- Felvevő hangmérnök: Jancsó Bence
- Vágó: Simkóné Varga Erzsébet
- Gyártásvezető: Fehér József
- Szinkronrendező: Nikodém Zsigmond

## Filmzene
A film zenéjét Lorne Balfe, Harold Faltermeyer, Lady Gaga és Hans Zimmer szerezték. A filmzene 2022. május 27-én jelent meg az Interscope Records gondozásában. Kiadását két kislemez megjelenése előzte meg; Lady Gaga előadásában a Hold My Hand, valamint az I Ain’t Worried című dal a OneRepublictól.

## Marketing
A film első előzetesét Tom Cruise meglepetésszerű megjelenése során mutatták be a 2019-es San Diego Comic-Conon, 2019. július 18-án. Az első előzetes nagy elismerést kapott a rajongóktól, sokan dicsérték a sorozat visszatérését, néhányan pedig a Star Wars IX. rész – Skywalker kora című filmhez hasonlították. A The Hollywood Reporter azt írta, hogy egyes rajongóknak feltűnt, hogy Cruise karakterének bomberdzsekijéről hiányzik a Kínai Köztársaság zászlaja (az úgynevezett tajvani zászló) és a japán zászló, és azzal vádolták a Paramountot, hogy egy kínai székhelyű társfinanszírozó megnyugtatása érdekében eltávolította azokat.

## Megjelenés
A Top Gun: Maverick eredetileg 2019. július 12-én jelent volna meg a Paramount Pictures forgalmazásában. 2018 augusztusában 2020. június 26-ra halasztották. 2020. március 2-án a Paramount két nappal előbbre, 2020. június 24-re hozta a filmet. 2020. április 2-án a COVID-19 világjárvány miatt december 23-ra csúsztatták. 2020 júliusában a filmet ismét elhalasztották 2021. július 2-ára, részben a Cruise-zal való ütemezési konfliktusok miatt, valamint a Mulan és a Tenet közelmúltbeli késése és a COVID-19 esetek növekedése miatt. 2021 áprilisában a filmet újra elhalasztották 2021. november 19-re, a Paramount által a megjelenési dátumok eltolódása közepette, egy másik Cruise főszereplésével készült filmet, a Mission: Impossible – Leszámolás – Első részt 2022. május 27-re halasztották. A Netflix és az Apple TV+ állítólag megpróbálta megvásárolni a film forgalmazási jogait, de a Paramount elutasította az eladást. A film 45 nappal a mozibemutató után a Paramount+-ra felkerült.

## Fordítás
Ez a szócikk részben vagy egészben  a   Top Gun: Maverick című angol Wikipédia-szócikk fordításán alapul.  Az eredeti cikk szerkesztőit annak laptörténete sorolja fel. Ez a jelzés csupán a megfogalmazás eredetét és a szerzői jogokat jelzi, nem szolgál a cikkben szereplő információk forrásmegjelöléseként.